# Alina Buchschacher
Alina Buchschacher (19 de julio de 1991) es una empresaria, modelo y ganadora del título de Miss Suiza 2011, con el cual representó a su país en Miss Universo 2012.

## Primeros años
Buchschacher fue estudiante de Comercio Internacional. Habla Aaemán suizo e Inglés[cita requerida]

## Concurso de belleza
Buchschacher fue coronada Miss Suiza Universo 2012 en un evento que tuvo lugar en la ciudad de Lugano el 24 de septiembre. Después de ganar, Buchschacher compitió en el concurso de belleza de Miss Universo 2012.